# Som
 Ovo je glavno značenje pojma Som. Za druga značenja pogledajte Som (razdvojba).
Som (Silurus glanis) je riba iz porodice Siluridae. Ima izduženo tijelo, široko i zdepasto na prednjem dijelu lagano je spljošteno na stražnjem dijelu u razini repne peraje. Koža nema ljuski, a prekrivena je sa sluzi koja daje somu ljepljiv izgled. Glava mu je velika i masivna, uzdužno spljoštena a završava široko rasječenim ustima, sa 6 brkova, 2 dugačka na gornjoj čeljusti i 4 nešto kraća na donjoj čeljusti. Ima jako dobro razvijenu bočnu prugu tako da može osjetiti i najmanje vibracije mogućeg plijena. Visoko postavljeno oko maleno je što navodi na noćni život. Dugačka analna peraja završava na razini repne peraje od koje je odvojena samo malenim izreskom. Tijelo je sive boje išarano tamnijim mrljama na leđima i bokovima dok je trbuh svjetlije boje. 

## Stanište i ponašanje
Somu se izgleda sviđaju mirne i duboke vode kao i spore i pravilne riječne vodene struje. Živi na dubokim i zakrčenim mjestima kao što su obale, zaštitni kameni zidovi, vrtlozi, jarci usred voda, potopljena stabla, stjenoviti nasipi, nabacano kamenje gradilišta. Uopće nije rijetkost da se u gornjim tokovima rijeka nalazi u dijelovima najjačih struja gdje može naći neki prikladan zaklon ili neki manje mirniji dio iz kojeg će vrebati svoj plijen.
Kao i za sve druge ribe, temperatura vode pokreće mu biološki ritam. Zimi je voda hladna pa mu je prehrambena aktivnost malena. Sa zatopljenjem vode u travnju i svibnju skraćuje se probavni režim. Osobito je za ženke važno snabdjeti proteinima organizam prije reprodukcije. No na kraju tog prirodnog ciklusa koji ga sili da potroši uskladištenu eneregiju, somu se ponovno otvara tek koji raste do sredine ljeta. Od rujna, a osobito u listopadu, postupno opadanje žive u toplomjeru obavještava ga da je vrijeme za uskladištenje masti za zimu koju provodi ukopan u mulj u najdubljim područjima rijeka gdje su veoma spore vodene struje.

## Način hranjenja
U mladosti jede plankton a kad odraste vrlo se brzo prilagođava prehrani grabežljivica. Ozbiljan oportunist, som se hrani i ribama i rakovima, školjkama i vodenim puževima. Ne oklijeva na površini ugrabiti i progutati žabe, glodavce i vodene ptice. O somu se čuju maštovite priče koje ga prikazuju kao čudovište sposobno prožderati sve na što naiđe. No premda ima velika usta za hvatanje veoma velikog plijena, dosta mu usko ždrijelo sprječava njegovo gutanje. Najčešće se hrani u jutarnjim i večernjim satima, a ako mu je plijen nadohvat neće ga oklijevati zgrabiti u bilo koje doba dana. Za vrijeme ljetnih oluja i mutnih voda u revirima u kojima obitava aktivno se hrani kada god mu to odgovara. Som svoj plijen grabi vrlo brzo i silovito.

## Razmnožavanje
Som se razmnožava između svibnja i srpnja kada temperatura vode dostigne otprilike 20 stupnjeva. Mrijesti se u plitkim zonama, češće među korijenima obalnih stabala. Ženka izbacuje otprilike 30.000 jajašaca po kilogramu težine, u gnijezdo koje prethodno pripravi mužjak.
Inkubacija traje desetak dana tijekom kojih samo mužjak čuva i štiti jajašca. Nakon izlaska iz jaja, mlađ, dužine od 7 do 8 mm, razbježi se i sakrije u okolnu vegetaciju. Mladi somovi će sa svoje strane postići spolnu zrelost nakon 5 do 6 godina života.

## Strani nazivi
Cat-fish (engleski); Wels, Waller (njemački); siluro (talijanski); sum (poljski); silure (francuski); сом (ruski).

## Vanjske poveznice
|  | Zajednički poslužitelj ima stranicu o temi Som |
|  | Wikivrste imaju podatke o taksonu Som          |